# Interview (journalistisk genre)
 For alternative betydninger, se Interview. (Se også artikler, som begynder med Interview)
 Der er for få eller ingen kildehenvisninger i denne artikel, hvilket er et problem. Du kan hjælpe ved at angive troværdige kilder til de påstande, som fremføres i artiklen.

Et journalistisk interview er en struktureret samtale med prædefinerede roller, hvor en journalist stiller spørgsmål til en eller flere interviewpersoner med henblik på at indhente faktuelle oplysninger og citater til en journalistisk fortælling.
Interviews foregår oftest mundtligt men kan også finde sted skriftligt, for eksempel via e-mail eller chatsamtaler.

## Genrer
Erfaringsinterviewet er det mest basale journalistiske interview, for eksempel et øjenvidnes fortælling om, hvad han eller hun så, hørte, tænkte og følte.
Ekspertinterviewet har til formål enten at præsentere eller underbygge de faktuelle forhold, som journalisten præsenterer i sin fortælling. Interviewet er i retorisk forstand et vigtigt element i underbygning af den påstand, som journalistens vinkel er udtryk for.
Partsinterviewet kalder også det kritiske interview, fordi journalisten typisk forholder sig kritisk til interviewpersonens argumentation ved at bede interviewpersonen om at forholde sig til journalistens researchmateriale og udtalelser fra øvrige interviewpersoner.
Faktainteview har til formål at dække et emne/begivenhed med en ekspertkilde, kaldes også ekspertinterview.
Portræt- og stemningsinterview har til formål at give indblik, i en persons liv, skrives mest for at underholde læseren.
Meningsinterview har til formål at dække flere forskellige individers holdninger, for at skabe et bredt billede af begivenheden.

## Interviewets roller
Hvor den almindelige samtale, for eksempel en hyggesnak mellem venner, er kendetegnet ved en magtfri atmosfære, hvor enhver frit kan skifte emne undervejs, er det journalistiske interview kendetegnet ved prædefinerede roller: Journalisten bestemmer emnet og stiller spørgsmålene, og interviewpersonen besvarer spørgsmålene.
Men i modsætning til et forhør er interviewpersonen ikke forpligtet til at svare, hvorfor den gængse betegnelse "interviewoffer" ikke er korrekt – uagtet at nogle interviewpersoner kan føle sig placeret i en forhørslignende situation.
Særligt i de elektroniske medier, hvor interviews ofte foregår direkte og dermed uredigeret, kan lyttere og seere blive vidne til, at journalisten falder ud af sin rolle som interviewer og dermed bringer det journalistiske interview over i enten hyggesnak, et forhør eller ligefrem en ordstrid – altså et egentligt skænderi.

## Jura
Hvis journalisten i øvrigt refererer interviewpersonen loyalt, er interviewpersonen som udgangspunkt alene ansvarlig for sine udtalelser. Også selv om den journalistiske fortælling derved måtte viderebringe strafbare udtalelser, for eksempel ærekrænkelse og bagvaskelse.[kilde mangler]
Medier, som er omfattet af Medieansvarsloven, vil dog være forpligtet til at følge de presseetiske regler, som blandt andet forpligter journalisten til at høre mere end én part i konfliktsager.
Eksempel: Hvis "A" siger noget ærekrænkende om "B", kan journalisten ikke straffes for at viderebringe udtalelsen, men journalisten vil være forpligtet til at kontakte "B" med henblik på at give denne lejlighed til at forsvare sig.
Hvis en journalist fejlciterer interviewpersoner eller i øvrigt handler i strid med de etiske regler, kan det pågældende medie blive indbragt for Pressenævnet, og både journalisten og hans arbejdsgiver risikerer (uafhængigt af Pressenævnets behandling af sagen) at blive genstand for et erstatningskrav ved et civilt søgsmål.

## Etik
Forud for et interview kan journalisten aftale vilkårene med interviewpersonen. Nogle interviewpersoner stiller for eksempel krav om at få en artikel til gennemsyn, inden den bliver trykt i avisen. I elektroniske medier kræver nogle interviewpersoner adgang til at udtale sig i direkte udsendelser for at beskytte sig mod redigering. Det vil så være op til journalisten at afgøre, om han kan acceptere vilkårene, eller om han vil finde en anden interviewperson.
Bliver journalisten først præsenteret for vilkårene efter interviewets afslutning, kan journalisten på baggrund af en etisk vurdering afgøre, om han vil acceptere vilkårene eller ej. Der findes ingen juridisk ret til at holde mund med tilbagevirkende kraft.
Under et interview kan journalisten blive præsenteret for oplysninger, som er "uden for citat" eller "til baggrund" – altså udtalelser, som interviewpersonen ikke ønsker at lægge navn til. Journalisten er ikke juridisk forpligtet til at respektere interviewpersonens ønske, men vil oftest af etiske årsager vælge at respektere det.